# 阿巴桑塔
阿巴桑塔（義大利語：Abbasanta），是意大利奥里斯塔诺省的一个市镇。总面积39.85平方公里，人口2877人，人口密度72.2人/平方公里（2009年）。ISTAT代码为095001。